# Jerzy Dworczyk
Jerzy Dworczyk (ur. 6 grudnia 1955 w Dąbrowie Górniczej) – polski piłkarz i trener, reprezentant Polski w piłce nożnej. Całe życie związany z Zagłębiem Sosnowiec, zarówno jako piłkarz jak i trener oraz działacz. Od 14 kwietnia 2009 roku pełnił funkcję trenera Zagłębia Sosnowiec. Jest to jego trzecie podejście do trenowania klubu, który już raz wprowadził do Ekstraklasy.

## Kariera piłkarska
- Piłkarską karierę rozpoczął w GKS Dąbrowa Górnicza.
- W wieku 18 lat przeszedł do Zagłębia Sosnowiec i w barwach tego klubu występował przez 9 lat.
- W 1982 r. przeniósł się do ROW Rybnik, w którym występował przez 5 lat.
- Następnie grał w Grodźcu Będzin, w którym zakończył swoją karierę piłkarską.

## Reprezentacja Polski
| l.p. | Data             | Miejsce  | Przeciwnik | Rezultat | Rozgrywki  | Grał   | Uwagi |
| ---- | ---------------- | -------- | ---------- | -------- | ---------- | ------ | ----- |
| 1.   | 30 sierpnia 1978 | Helsinki | Finlandia  | 1-0      | towarzyski | od 46' |       |

## Kariera trenerska
W 1997 r. ukończył szkołę trenerską.
- Następnie pracował z juniorami Zagłębia Sosnowiec oraz Unii Strzemieszyce.
- W październiku 2000 r. został powołany na stanowisko pierwszego w Zagłębiu Sosnowiec zastępując Władysława Szaryńskiego. W Sosnowcu pracował do maja 2001 r., kiedy to został zwolniony z zajmowanego stanowiska po porażce 0:1 z Włókniarzem Kietrz.
- Następnie Jerzy Dworczyk pracował w Zagłębiu, najpierw jako trener koordynator, a przez kilka tygodni pełnił funkcję trenera występujących w A klasie rezerw Zagłębia.
- 29 sierpnia 2006 r. ponownie został powołany na stanowisko pierwszego trenera II-ligowego Zagłębia Sosnowiec i po raz kolejny został urlopowany na rzecz Roberta Moskala po porażce 0-1 z Polonią Warszawa.
- Kolejnym krokiem w karierze trenerskiej Jerzego Dworczyka była funkacja "Łowcy Młodych Talentów" działającego z ramienia Zagłębia Sosnowiec.
- Obecnie (decyzja podjęta przez władze Zagłębia Sosnowiec 14 kwietnia 2009) Jerzy Dworczyk został ponownie trenerem pierwszej drużyny Zagłębia Sosnowiec, piastując tę funkcję wspólnie z Piotrem Pierścionkiem. Zastąpili na tym stanowisku Janusza Kudybę.